# Aristobrotica mirapeua
Aristobrotica mirapeua es un coleóptero de la familia Chrysomelidae. Fue descrita científicamente por primera vez en 1997 por de A.